# Friedrich Vierhapper
Friedrich Karl Max Vierhapper, né le 7 mars 1876 à Weidenau en Silésie et mort le 11 juillet 1932 à Vienne, est un botaniste autrichien qui fut professeur d'université à l'université de Vienne.

## Carrière
Vierhapper est le fils d'un instituteur et botaniste amateur, Friedrich Vierhapper (1844-1903). Il passe son enfance et ses années de scolarité à Ried im Innkreis, puis il étudie l'histoire naturelle et la botanique à l'université de Vienne de 1894 à 1899, où il reçoit son diplôme grâce à sa thèse intitulée Zur Systematik und geographischen Verbreitung einer alpinen Dianthus-Gruppe. Il est l'élève d'Anton Kerner von Marilaun et de Karl Fritsch, et l'assistant du professeur Richard Wettstein von Westersheim. Friedrich Vierhapper reçoit son habilitation à l'université de Vienne en 1906, après avoir soutenu sa thèse de doctorat d'État intitulée Monographie der alpinen Erigeron-Arten Europas und Vorderasiens. Il est nommé en 1915 professeur extraordinaire de cette même université et donne des cours de systématique botanique.
Friedrich Vierhapper se spécialisa notamment dans la flore alpine et subalpine des Alpes orientales d'Autriche (spécialement celle du Lungau) et de Suisse et aussi dans la flore des montagnes des Carpathes, de Bosnie, de Crète et de Grèce. Il fit plusieurs expéditions botaniques avec August von Hayek (1871-1928). Il classa et décrivit les spécimens rapportés d'Arabie et de Socotra par l'expédition de l'Académie impériale des sciences de Vienne de 1898-1899.
Il est enterré au cimetière central de Vienne.

## Quelques publications
- Fritz Vierhapper jun., Zur Systematik und geographischen Verbreitung einer alpinen Dianthus-Gruppe, Sitzungsberichte der Akademie der Wissenschaften in Wien, mathematisch-naturwissenschaftliche Klasse, 108: 1057-1170, Wien 1898.
- Fritz Vierhapper, „Arnica doronicum Jacquin“ und ihre nächsten Verwandten, in: Österreichische Botanische Zeitschrift 50: pp. 109–115, 173-178, 202-208, 257-264, 501, Wien 1900.
- Fritz Vierhapper jun., Monographie der alpinen Erigeron-Arten Europas und Vorderasiens. Studien über die Stammesgeschichte derselben auf Grund ihrer morphologischen Beschaffenheit und geographischen Verbreitung, Beiheifte zum Botanischen Centralblatt, 2. Abteilung, 19: pp. 385–560, Berlin 1906.
- Friedrich Vierhapper, Beiträge zur Kenntnis der Flora Südarabiens und der Insel Sokótra, Sémha und 'Abd el Kûri', I. Teil: Gefäßpflanzen der Inseln Sokótra, Sémha und 'Abd el Kûri'. Denkschriften der Akademie der Wissenschaften in Wien, mathematisch-naturwissenschaftliche Klasse, 71:^pp. 321–490, Wien 1907.
- Friedrich Vierhapper, Conioselinum tataricum, neu für die Alpen, in: Österreichische Botanische Zeitschrift 61-62: pp. 1–10, 97-108, 139-146, 187-194, 228-236, 264-273, 341-347, 395-402, 435-441, 478-486, 22-29, 66-73, Wien 1911-1912.
- Friedrich Vierhapper, Juncus biglumis in den Alpen, in: Österreichische Botanische Zeitschrift 67: pp. 49–51, Wien 1918.
- Friedrich Vierhapper, Über echten und falschen Vikarismus, in: Österreichische Botanische Zeitschrift 68: pp. 1–22, Wien 1918.
- Friedrich Vierhapper, Beiträge zur Gefäßpflanzenflora des Lungau, in: Nr. 1-10, Österreichische Botanische Zeitschrift, pp. 48, 49, 51, 69, 70, 72, 73, 74-75, Wien 1898, 1901, 1919, 1919/1920, 1920/1921, 1922/1923, 1923/1924, 1924/1925.
- Friedrich Vierhapper, Die Kalkschieferflora in den Ostalpen, in: Österreichische Botanische Zeitschrift 70: pp. 261–293, 71: pp. 30–45, Wien 1921-1922.
- Friedrich Vierhapper, Die Pflanzendecke Niederösterreichs (in: Heimatkunde von Niederösterreich). Verein f. Landeskunde von Niederösterreich, Heft Nr. 6, Wien 1923.
- Friedrich Vierhapper, Über endemische Alpenpflanzen, Der Alpenfreund, 1924: Heft 10: 147-148, Heft 12: 181-184, 1925: Heft 1: 15-16, Heft 3: 47-48, Heft 4: 63-64, Heft 5: 79-80, München 1924-1925. Rezension in Botanisches Centralblatt 6: 472 (1925/26)
- Friedrich Vierhapper, Die Pflanzendecke des Waldviertels (in: Das Waldviertel - Ein Heimatbuch, I. Band). Sammelwerk der Zeitschrift "Deutsches Vaterland", hrsg. von Eduard Stepan, Wien 1925.
- Anton Kerner, Das Pflanzenleben der Donauländer, Innsbruck 1929, 2. (anastatische) Auflage, mit Ergänzungen neu hrsg. von Friedrich Vierhapper.
- Friedrich Vierhapper, Juncaceae in: „Die natürlichen Pflanzenfamilien nebst ihren Gattungen und wichtigsten Arten, insbesondere den Nutzpflanzen.“ Begr. von Adolf Engler und Karl Prantl. Band 15a: Farinosae, Liliiflorae, Scitamineae. Redigiert von L. Diels.. Leipzig 1930, 2. Auflage.
- Friedrich Vierhapper, Vorarbeiten zu einer Pflanzengeographischen Karte Österreichs, XIV. Vegetation und Flora des Lungau (Salzburg). Mit einer Übersichtskarte.. Abhandlungen der Zool.-Botan. Gesellschaft in Wien 16 (1): 1-289, Wien 1935, publication posthume.

## Hommages
Le genre Vierhapperia a été baptisé en son honneur par Heinrich von Handel-Mazzetti (1882–1940).

## Source
- (de) Cet article est partiellement ou en totalité issu de l’article de Wikipédia en allemand intitulé « Friedrich Karl Max Vierhapper » (voir la liste des auteurs).